# 江戸川区立南葛西第二中学校
江戸川区立南葛西第二中学校（えどがわくりつみなみかさいだいにちゅうがっこう）は、東京都江戸川区南葛西に所在する区立中学校。

## 概要
1986年に開校。葛西地区での通称は南二（なんに）若しくは二中。全校生徒数名264名（1年77名・2年77名・3年110名、2024年6月現在）。3学期制。

## 沿革
- 1986年4月1日 江戸川区立南葛西第二中学校として開校。南葛西中学校より2年生69名が転籍。
- 1986年4月7日 入校式挙行、2年生76名入校。
- 1986年4月8日 第1回入学式挙行、新入生113名入学。
- 1986年7月16日 PTA設立総会開催。
- 1986年9月1日 校章制定。
- 1986年10月15日 校歌制定。
- 1986年11月11日 開校記念式典挙行。
- 1988年3月18日 第1回卒業式挙行、75名卒業。
- 1990年3月31日 学級増に伴う普通教室不足により視聴覚室の間仕切りを行う。
- 1991年3月31日 校地南側道路に沿った『文学の小径』完成（樹木29種・歌碑104首）。
- 1993年3月31日 増築新校舎完成（パソコン室、第二美術室、第二音楽室、普通教室4）。
- 1994年2月16日 校舎外壁塗装工事完工。
- 1994年4月 国際理解教育推進校に指定。
- 1998年3月31日 増築新校舎1階完成（普通教室3）
- 2001年8月23日 演劇部が全国中学校文化連盟総合文化発表会出場。

## 所在地
- 〒134-0085 東京都江戸川区南葛西5-3-1
- 東京メトロ東西線葛西駅より都営バス乗車、堀江団地バス停徒歩7分。コーシャハイム南葛西バス停徒歩2分。

## 校歌・校章
- 校歌の作詞は張江幸男（開校当時の校長）・作曲は池田信博（開校当時の教頭、音楽教師）である。
- 校章は中央に「南二中」とあり、その周りを生命力と優雅で気品ある姿を模して、生徒の向上心を願い「登り藤の花」で囲むデザインである。デザインした人物は開校当時の美術教師。生徒教師に一般公募で校章のデザインを募集した結果、美術教師のデザインが選ばれた。

## 年間行事
- 4月 入学式、1学期始業式、対面式、3年全国一斉学力テスト
- 5月 休み明けテスト、生徒総会
- 6月 運動会、期末考査、ユニセフ募金の実施
- 7月 1学期終業式
- 8月 2年林間学校
- 9月 2学期始業式、3年修学旅行、生徒会選挙、江戸川区中学校水泳・陸上大会、3年学力テスト
- 10月 中間考査、3年学力テスト
- 11月 2年遠足、開校記念日、江戸川区中学校弁論大会、期末考査、合唱コンクール
- 12月 三者面談、2学期終業式
- 1月 3学期始業式、休み明けテスト、2年東京都学力調査
- 2月 小6対象入学説明会、音楽鑑賞会、都立高校一般入試、学年末考査
- 3月 3年遠足、卒業式、修了式

## 部活動

### 運動部
- 卓球部
- サッカー部
- バレーボール部
- バスケットボール部
- バドミントン部
- 陸上競技部

### 文化部
- 吹奏楽部
- 美術部
- 技術部
- ボランティア部